# Schloss Kirchschönbach

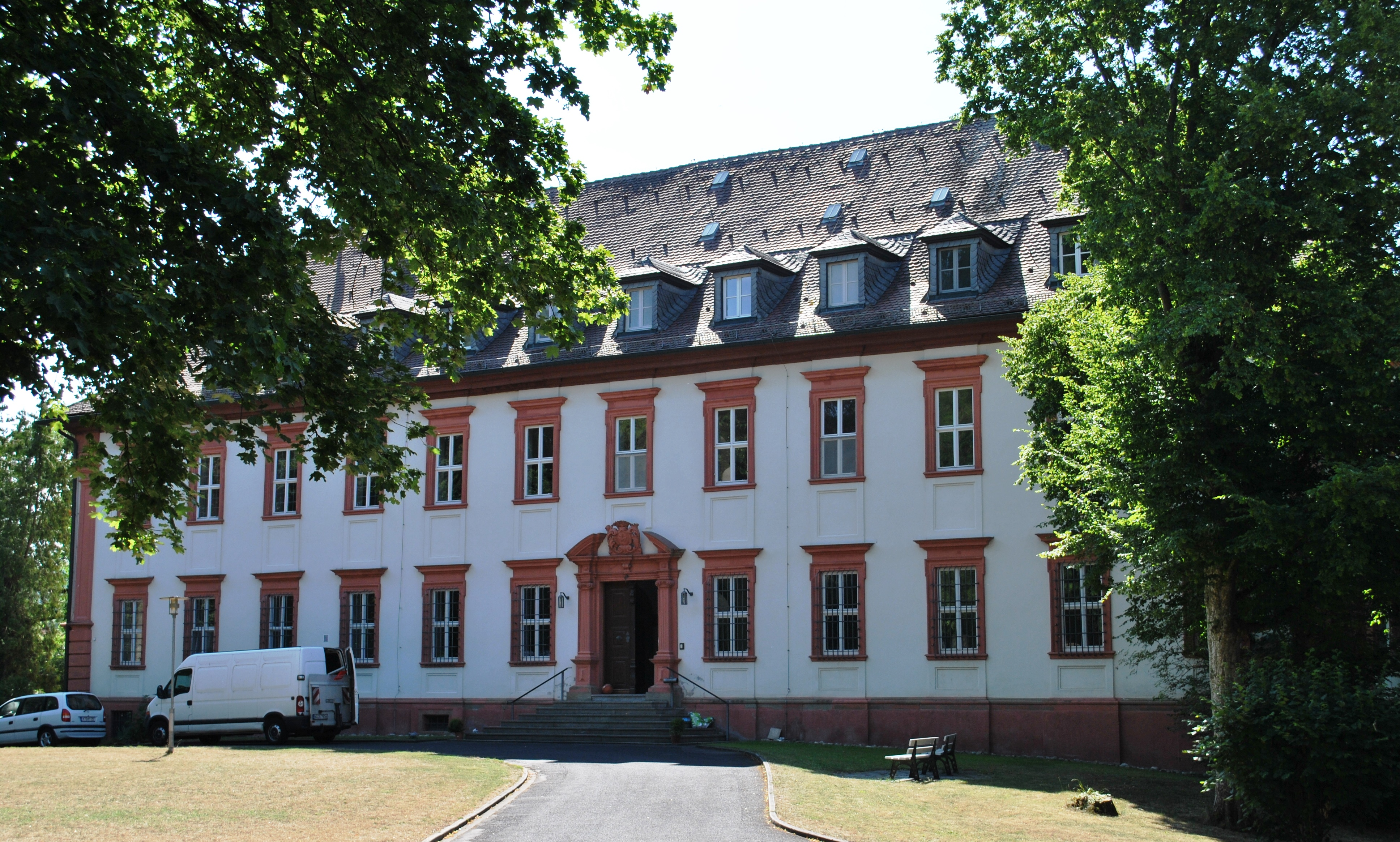
Das Schloss in Kirchschönbach

Das Schloss Kirchschönbach ist ein ehemaliger Adelssitz im Prichsenstädter Ortsteil Kirchschönbach im unterfränkischen Landkreis Kitzingen. 

## Geschichte
Wann der Vorgängerbau des heutigen Schlosses erbaut wurde, liegt im Unklaren. Das Mittelalter war für das Dorf von wechselnden Herrschaften geprägt, auf das Kloster Ebrach folgten im 15. Jahrhundert die Fuchs von Bimbach. Mit dem 16. Jahrhundert erhielten die Herren von Wichsenstein das Dorf. Erst unter ihrer Herrschaft wird ein Schloss im Ort fassbar. Im Zuge des Deutschen Bauernkrieges wurde es allerdings 1525 zerstört und zunächst nicht wieder aufgebaut.
Erst mit dem 17. Jahrhundert änderte sich dies. Mittlerweile waren die Freiherren von Guttenberg an das Dorf gelangt. Um 1700 errichtete der Würzburger Hofbaumeister Joseph Greissing (auch Greising) das Schloss an der Stelle des alten im Stile des Barock neu. Erst im Jahr 1789 wurde der unterfränkische Besitz an das Hochstift Würzburg verkauft, auch Schloss Kirchschönbach kam an das Hochstift. Im Zuge der Säkularisation wurde 1803 das Hochstift aufgelöst, das Schloss wurden als kurpfalz-, später königlich-bayerisches Forstamt genutzt.
Im Jahr 1874 erwarb Graf Friedrich Carl von Schönborn-Wiesentheid das Anwesen. Auch in der Folgezeit wechselte das Haus häufiger den Besitzer, bevor es 1923 in die Hände der Oberzeller-Schwestern gegeben wurde. Sie richteten hier ab 1926 das sogenannte Marienhaus ein, das die sozialen Aufgaben der Kongregation von der Hl. Kindheit Jesu in Würzburg wahrnimmt. 1991 wurde eine umfassende Renovierung der Außenhaut und eine Sicherung der architektonischen Gliederung vorgenommen. Das Schloss wird als Baudenkmal, die Reste der Vorgängerbebauung im Boden als Bodendenkmal eingeordnet.
Bis zum Jahr 2018 befand sich im Schloss ein Zentrum für Spiritualität, Kunst und Kultur, das von den Oberzeller Schwestern geleitet wurde. Seitdem stand das Schloss leer. 2020 verkauften die Schwestern das Schloss.

## Beschreibung
Das Schloss wird von einem weiträumigen Park umgeben. Es ist zweigeschossig und besitzt zwölf auf vier Fensterachsen. Die Anlage schließt mit einem breiten Walmdach ab. Flache Risalite verbinden die Fenster der jeweiligen Geschosse. Profilierte Fenstergewände gliedern die Fassade zusätzlich, außerdem wurden Gesimsüberdachungen angebracht.
Die Ecken des Baus werden durch Eckpilaster betont, die in toskanischen Kapitellen enden. Zentral auf der Gartenseite liegt das Portal der Anlage. Ein gesprengter Giebel schließt es nach oben hin ab. Ebenso wurde hier ein Schönbornwappen befestigt. Zwei Pilaster auf hohen Sockeln rahmen das Portal ein, während eine breite Freitreppe zum Eingang überleitet. Im Inneren sind einige Säle stuckiert, der sogenannte Damensalon im Obergeschoss weist einen reich ornamentierten Marmorkamin auf. → siehe auch: Schlosspark Kirchschönbach